# جومین کنسبروک
جومین کنسبروک (انگلیسی: Jomaine Consbruch؛ زادهٔ ۲۶ ژانویهٔ ۲۰۰۲) بازیکن فوتبال اهل آلمان است.
از باشگاه‌هایی که در آن بازی کرده‌است می‌توان به باشگاه فوتبال آرمینیا بیله‌فلد اشاره کرد.
وی همچنین در تیم‌های ملی فوتبال Germany national under-16 football team و جوانان آلمان بازی کرده‌است.